# 레일 (단위)
레일(rayl)은 비 음향 임피던스와 특성 음향 임피던스의 단위로, 압력을 속도로 나눈 것이다. 존 윌리엄 스트럿 레일리의 이름을 따온 것이다.
레일은 MKS 단위계와 CGS 단위계에 대해 각각 따로 정의되어 있다.
MKS 단위계: {\displaystyle {\rm {1~rayl={\dfrac {1~Pa}{1~m/s}}=1~{N\cdot m^{-3}\cdot s}=1~{kg\cdot m^{-2}\cdot s^{-1}}}}}
CGS 단위계: {\displaystyle {\rm {1~rayl={\dfrac {1~dyn/cm^{2}}{1~cm/s}}=1~{dyn\cdot cm^{-3}\cdot s}=1~{g\cdot cm^{-2}\cdot s^{-1}}}}}
1 CGS rayl = 10 MKS rayl이다.
레일을 면적으로 나누면 음향옴이 되는데, 이것도 역시 MKS 단위계와 CGS 단위계에서의 정의가 다르다.